# Reguły Plateau
Reguły Plateau – zbiór reguł ustalonych empirycznie przez przyrodnika Josepha Plateau, które określają strukturę baniek w stabilnej pianie.

## Reguły
- Powierzchnie ścian baniek są gładkie[1].
- Średnia krzywizna części ścianki bańki jest wszędzie taka sama, w każdym punkcie tej części bańki[1].
- Połączenie trzech baniek tworzy styk liniowy zwany linią Plateau lub brzegiem Plateau, a ścianki tworzą kąt {\displaystyle \arccos(-{\tfrac {1}{2}})} czyli 120°[1][2].
- Połączenie czterech ścianek tworzy styk punktowy z kątem między ścianami równym {\displaystyle \arccos(-{\tfrac {1}{3}})} czyli 109°28′16.3″[1] zwanym kątem tetraedycznym[2].

Jeśli powyższe warunki nie są spełnione, to układ jest niestabilny i będzie ulegał samoistnym przekształceniom, aż zostaną one spełnione.

## Historia
W latach 1843–1868 belgijski fizyk Joseph Plateau badał zagadnienie powierzchni minimalnej, czyli znalezienia powierzchni o minimalnym polu, której brzegiem jest zadana krzywa w przestrzeni. W swoich doświadczeniach wykorzystywał bańki mydlane i odpowiednio wyginany drut . Swoje wyniki opublikował w pracy Statique expérimentale et théorique des liquides soumis aux seules forces moléculaires z 1873 .
Formalny dowód tych praw przedstawił dopiero w 1976 amerykański matematyk Jean Taylor.